# Cicero, Illinois
Cicero là một thị trấn thuộc quận Cook, tiểu bang Illinois, Hoa Kỳ. Năm 2010, dân số của thị trấn chưa hợp nhất này là 83891 người.

## Dân số
Dân số qua các năm:
- Năm 2000: 85616 người.
- Năm 2010: 83891 người.